# Miechowice Oławskie
Miechowice Oławskie (deutsch: Mechwitz) ist ein Dorf in der Landgemeinde Wiązów im Powiat Strzeliński in der Woiwodschaft Niederschlesien in Polen.

## Geographie
Das Angerdorf Miechowice Oławskie liegt drei Kilometer östlich von Wiązów (Wansen), 16 Kilometer nordöstlich von Strzelin (Strehlen) und 45 Kilometer südöstlich von Breslau in der Schlesischen Tiefebene an der stillgelegten Bahnstrecke Brzeg–Łagiewniki Dzierżoniowskie. Nördlich verläuft die Landesstraße 39.
Nachbarorte von Miechowice Oławskie sind im Westen Wiązów, im Nordosten Częstocice (Günthersdorf), im Osten Bryłówek (Deutsch Breile) und im Südwesten Janowo (Johnwitz).

## Geschichte

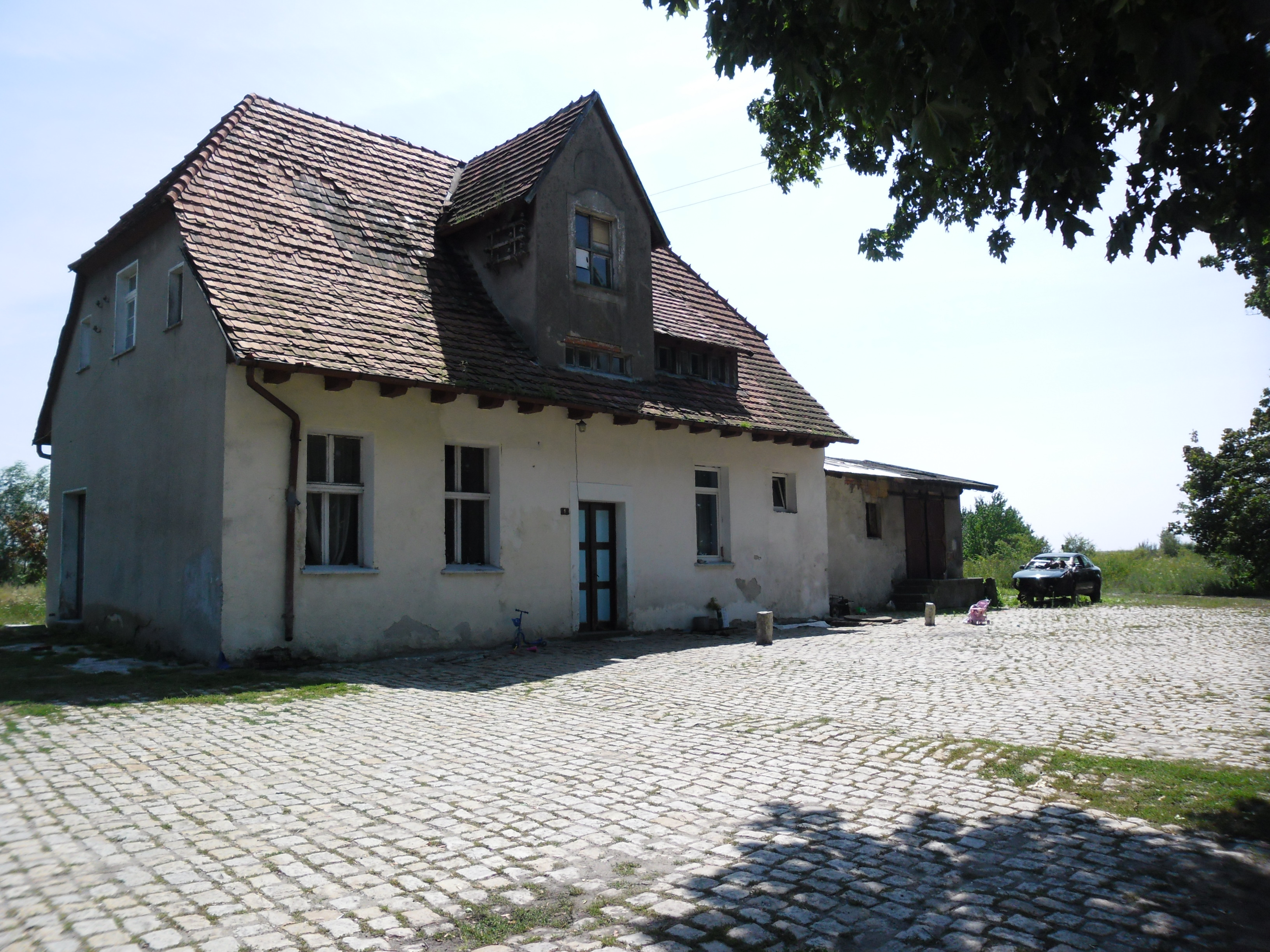
Ehemaliges Bahnhofsgebäude

„Micowitz“ wurde im Jahre 1268 erstmals urkundlich erwähnt. Es gehörte zum Herzogtum Breslau und wurde um 1300 nach Deutschem Recht ausgesetzt. 1359 wurde es in der Schreibweise Mechwicz erwähnt.
Nach dem Ersten Schlesischen Krieg 1742 fiel Mechwitz zusammen mit dem größten Teil Schlesiens an Preußen. Für das Jahr 1783 sind belegt: ein Vorwerk, eine evangelische Kirche, eine Schule, 12 Bauern- und 18 andere Stellen sowie 211 Einwohner.
Nach der Neugliederung Preußens gehörte die Landgemeinde Mechwitz ab 1815 zur Provinz Schlesien und war ab 1816 dem Landkreis Ohlau eingegliedert, mit dem es bis 1945 verbunden blieb. 1874 wurde der Amtsbezirk Klosdorf gegründet, zu dem die Landgemeinden Deutsch Breile, Jauer, Klosdorf, Mechwitz und Polnisch Breile sowie die Gutsbezirke Deutsch Breile und Mechwitz gehörten. 1885 wurden 219 Einwohner gezählt., 1933 waren es 307 und 1939 289 Einwohner.
Als Folge des Zweiten Weltkriegs fiel Mechwitz wie fast ganz Schlesien 1945 an Polen. Nachfolgend wurde es in Miechowice Oławskie umbenannt und der Woiwodschaft Breslau angegliedert. Die deutsche Bevölkerung wurde, soweit sie nicht vorher geflohen war, weitgehend vertrieben. Die neu angesiedelten Bewohner waren zum Teil Heimatvertriebene aus Ostpolen, das an die Sowjetunion gefallen war. 1999 wurde es dem Powiat Strzeliński eingegliedert.

## Sehenswürdigkeiten
- Die Evangelische Kirche  (polnisch Kościół ewangelicki) ist die Ruine einer Kirche, die 1361 erstmals erwähnt wurde. Der Kirchenbau wurde seit 1945 nicht mehr genutzt und verfiel zusehends. Heute sind lediglich die Außenmauern sowie einzelne Epitaphe im Inneren erhalten.[5]
- Das Schloss Mechwitz (Dwór Miechowice Oławskie) ist eine Schlossanlage im Ortsinneren. Das Schloss wurde 1540 erstmals erwähnt und in den folgenden Jahrhundert mehrmals erweitert und umgebaut.[6]
- Ehemaliges Empfangsgebäudes des Bahnhofs
- Steinerne Wegekapelle

## Persönlichkeiten
- George Friedrich von Kittlitz (1687–1763), preußischer Landrat